# Сухарики (река)
Сухарики — река на полуострове Камчатка в России, протекает по территории Быстринского и Мильковского районов. Длина реки — 88 км. Площадь водосборного бассейна насчитывает 747 км².
Берёт исток на Срединном хребте, недалеко от горы Центральная (1809,8 м). Высота истока — более 961,3 м над уровнем моря. Сначала течёт на восток, в среднем течении поворачивает на юг. В нижнем течении от реки отделяется несколько левых проток — Берёзовая, Гнилая Протока и Сухарики. Впадает в реку Козыревка слева на расстоянии 154 км от её устья. Высота устья — 106,7 м над уровнем моря.

### Притоки
Объекты перечислены по порядку от истока к устью (← правый приток | → левый приток):
- ← Медвежий
- → Большой
- → Граничный
- ← Ветвистый
- → Левые Сухарики
  - → Шумный
  - → Озёрный
  - ← Тарбаган
- ← Реперный
- ← Сухая
  - ← Ахтанг

протоки
- → Берёзовая
- → Гнилая Протока
- → Сухарики

По данным государственного водного реестра России относится к Анадыро-Колымскому бассейновому округу. Код водного объекта — 19070000112120000014816.